# Матті Вяйсянен
Матті Вяйсянен (фін. Matti Kalevi Väisänen 24 лютого 1934, Юва, Фінляндія) — лідер консервативного крила фінських лютеран, активіст громадської релігійної організації «Фонд Лютера», єпископ, автор низки богословських праць (в тому числі коментаря на Послання св. апостола Павла до римлян) і популярних християнських книг. 

## Життєпис
Єпископ Гельсінський Євангельсько-лютеранської Місіонерської єпархії Фінляндії («Фонд Лютера») (до 2010 — Фінська євангельсько-лютеранська церква).
Народився 24 лютого 1934 в містечку Юва. 
У 1961—1963 здобув богословську освіту в семінарії «Конкордія» (Сент-Луїс, США), що належить консервативному Синоду Міссурі. 
У 1964 прийняв пасторську ординацію. 
З 1967 по 1985 — Генеральний секретар Фінської євангельсько-лютеранської місії. 
З 1985 по 1997 — редактор місіонерського журналу «Vie Sanoma». 
8 грудня 2007 захистив докторську дисертацію з богослов'я в Гельсінському університеті. 
4 травня 2013 здійснив хіротонію Рісто Сорамієса, який став першим єпископом новоствореної незалежної Євангельсько-лютеранської місіонерської єпархії Фінляндії. 

## Засновник консервативного крила ЄЛЦФ
Виступив з різкою критикою практики ординації жінок, існуючої в Євангельсько-лютеранській церкві Фінляндії, а 20 березня 2010 (після обрання «ліберального» архієпископа Карі Мякінена, який виступив на підтримку одностатевих стосунків) висвячений у сан єпископа (під егідою Місіонерської провінції Швеції і Фінляндії) трьома шведськими (Арне Олссоном, Йораном Бейєром і Ларсом Артманом ) і кенійським (Волтером Обаре) конфесійними єпископами. 
11 серпня 2010 Вяйсянен був позбавлений права займатися пасторським служінням в офіційній Євангельсько-лютеранській церкві Фінляндії. Проте, 2 жовтня 2010 єпископ Вяйсянен ординував чотирьох пасторів (Самі Ліукконен, Ееро Піхлава, Маркус Ніємінен і Яні-Матті Улілехто) для служіння в парафіях «Фонду Лютера», що поклало початок паралельній ієрархії в церкві Фінляндії. 

## Праці
- Hänen nimensä. Nimi kaikkein suloisin. Helsinki: Uusi tie, 1989. ISBN 978-951-6-19209-6
- Hänen tekonsa. Jumalan teot ja meidän. Helsinki: Uusi tie, 1989. ISBN 978-951-6-19210-2
- Hänen henkensä. Pyhä Henki - toinen puolustaja. Helsinki: Uusi tie, 1990.. ISBN 978-951-6-19217-1
- Hänen omansa. Kristittyjen yhteys. Helsinki: Uusi tie, 1990.. ISBN 978-951-6-19216-4
- Pyhä Kaste Raamatussa. Ryttylä: Suomen Luther-säätiö, 2000.. ISBN 978-951-9-84950-8
- Pyhä kaste kirkossa. Ryttylä: Suomen Luther-säätiö, 2000.. ISBN 978-951-9-84951-5
- Pyhä evankeliumi Roomalaiskirjeessä I. Helsinki: Uusi tie, 2004. ISBN 978-951-6-19389-5
- Pyhä evankeliumi Roomalaiskirjeessä II. Helsinki: Uusi tie, 2004. ISBN 978-951-6-19390-1